# Водопадный (Иркутская область)
Водопадный — посёлок в Нижнеудинском районе Иркутской области России. Входит в состав Уковского муниципального образования. Находится примерно в 16 км к северу от районного центра.

## Население
По данным Всероссийской переписи, в 2010 году в посёлке проживали 204 человека (107 мужчин и 97 женщин).